# 洪天光
洪天光（1854年—1860年代？），是太平天国的人物，天王洪秀全的第三子，封光王。
洪天明生于太平天国甲寅四年，母亲是洪秀全的副月宫第十二妻陈氏。他的大哥是幼天王洪天貴福，二哥早夭。他住在金龙殿。太平天国末期颁布朝天朝主图，有「爷、哥、朕、幼、光、明、东」之句，爷是上帝、哥是耶稣、朕是洪秀全、幼是洪天贵福、光是洪天光、明是洪天明、东是洪天佑。因其年幼，朝天朝主图中没有他的座位，图上诗说「共成四七二十八，光、明加上三十增」。天京陷落时，洪天光、洪天明与幼天王跟随忠王李秀成。李秀成只带幼天王出走，洪天光、洪天明不知下落。